# George Long (universitaire)
Œuvres principales
- The Meditations (1862)

George Long, né le 4 novembre 1800 à Poulton-le-Fylde et mort le 10 août 1879 à Chichester, est un écrivain anglais .

## Biographie
Long est né à Poulton-le-Fylde, dans le Lancashire, fils de James Long, marchand des Indes occidentales . Il fait ses études à la Macclesfield Grammar School, au St John's College de Cambridge et plus tard au Trinity College de Cambridge.
Il est boursier de l'université Craven en 1821 (avec Thomas Babington Macaulay et Henry Maiden), wrangler et médaillé du chancelier principal en 1822 et devient membre de Trinity en 1823 . En 1824, il est élu professeur de langues anciennes à la nouvelle université de Virginie à Charlottesville, mais après quatre ans, il retourne en Angleterre en tant que premier professeur de grec au tout nouveau University College de Londres .
En 1842, il succède à TH Key comme professeur de latin à l'University College ; en 1846–1849, il est maître de conférences de jurisprudence et de droit civil au Middle Temple, et enfin (1849–1871) maître de conférences classique au Brighton College. Par la suite, il vit à la retraite à Portfield, Chichester, recevant (à partir de 1873) une pension de la Liste civile de 100 £ par an obtenue pour lui par Gladstone .
Il est l'un des fondateurs (1830), et pendant vingt ans, dirigeant de la Royal Geographical Society ; membre actif de la Society for the Diffusion of Useful Knowledge, pour laquelle il édite le trimestriel Journal of Education (1831–1835) ainsi que plusieurs de ses manuels; l'éditeur (d'abord avec Charles Knight, ensuite seul) du Penny Cyclopædia et du Knight's Political Dictionary ; et membre de la Society for Central Education instituée à Londres en 1837 .
Il contribue aux articles de droit romain du dictionnaire Smith des antiquités grecques et romaines et écrit également pour les dictionnaires complémentaires de biographie et de géographie. On se souvient de lui, cependant, principalement comme l'éditeur de la série Bibliotheca Classica - la première tentative sérieuse de produire des éditions savantes de textes classiques avec des commentaires en anglais - à laquelle il contribue pour l'édition des oraisons de Cicéron (1851-1862) .

## Travaux
- Résumé d'Hérodote (1829)
- édition d'Hérodote (1830–1833)
- édition de l' Anabase de Xénophon (1831)
- éditions révisées de Rev Arthur Macleane 's Juvenal and Persius (1867) et Horace (1869)
- les guerres civiles de Rome
- une traduction avec Aubrey Stewart et des notes de treize des vies de Plutarque (1844–1848)
- traduction des Méditations de Marc Aurèle (1862) [3]
- traduction des Discours d'Épictète (1877) [4]
- Déclin de la République romaine (1864-1874), 5 volumes